# Darrous
Darrous est un quartier au nord de Téhéran, Iran. Il est considéré comme l'un des secteurs les plus riches de la ville. Darrous est bordé par les quartiers de Pasdaran, Gholhak, Doulat, et Ekhtiyarieh.
Haj Mokhber ol Saltaneh Hedayat, un aristocrate renommé de la dernière période qajar, était le principal propriétaire terrien ; terres qui consistaient alors en de grands jardins et fermes du secteur jusqu'en 1950. Hedayat servit plusieurs fois comme premier ministre durant le règne de Reza Shah Pahlavi. Son héritage survit dans le quartier sous la forme d'une mosquée, d'une clinique médicale, et d'une école, toutes nommées Hedayat et situées sur la rue Hedayat.